# Vår Fru av berget Karmel

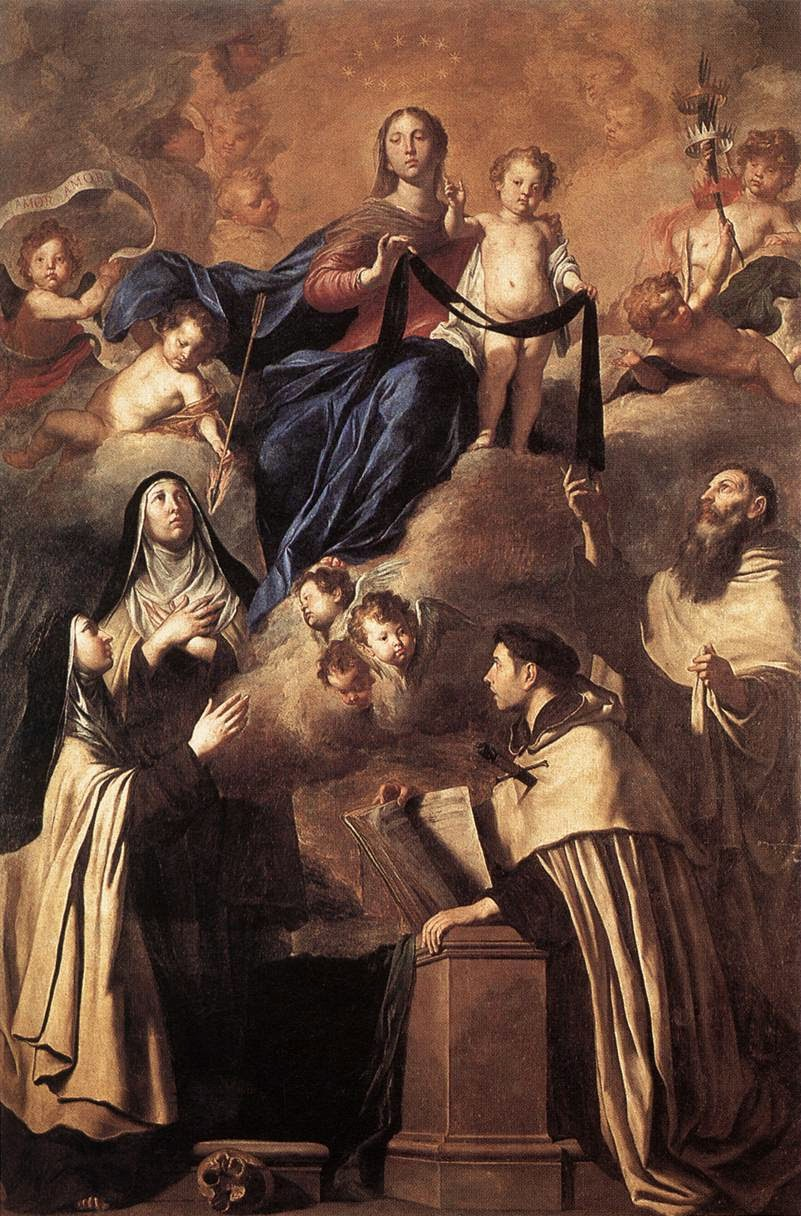
Vår Fru av berget Karmel med helgon.

Vår Fru av berget Karmel är en benämning på Jungfru Maria. 
Festen ”Vår Fru av berget Karmel” firas den 16 juli till minne av att Jungfru Maria enligt traditionen överräckte det bruna skapularet till den engelske karmelitmunken Simon Stock söndagen den 16 juli 1251 (enligt vissa källor 1263). Skapular, av latinets scapulae ’axlar’, betecknade ursprungligen ett arbetsförkläde, men blev senare en symbol för ”Herrens ok”, som ordensfolk tog på sig. Denna religiösa rit firas framförallt i Spanien, Puerto Rico, Colombia och Chile, där den 16 juli sedan 2007 även firas som nationell helgdag.
I Spanien är Vår Fru av berget Karmel beskyddare av Spaniens flotta. Hon betraktas som drottning av Chile och beskyddare av Chile, dess försvarsväsende och polisväsende, som beskyddare av Colombias statspolis, som beskyddare av den bolivianska nationen och dess militär samt som beskyddare av Venezuelas armé.